# Dysdera mordax
Dysdera mordax är en spindelart som beskrevs av Ludwig Carl Christian Koch 1882. Dysdera mordax ingår i släktet Dysdera och familjen ringögonspindlar. Inga underarter finns listade i Catalogue of Life.